# ياسمين متقي
ياسمين متقي ( ولدت في 22 يونيو 1997 في الدار البيضاء) هي ملاكمة مغربية. حصدت خلال مسيرتها الميدالية البرونزية في بطولة العالم للملاكمة المقامة في الهند عام 2023.

## روابط خارجية
- ياسمين متقي على موقع بوكس ريك (الإنجليزية) (registration required)
- ياسمين متقي على موقع اللجنة الأولمبية الدولية (الإنجليزية)
- ياسمين متقي على موقع اللجنة الأولمبية المغربية (الفرنسية)